# Elena Lizzi
Elena Lizzi (ur. 30 października 1967 w San Daniele del Friuli) – włoska polityk, księgowa i działaczka samorządowa, posłanka do Parlamentu Europejskiego IX kadencji.

## Życiorys
Ukończyła szkołę średnią techniczną drugiego stopnia, uzyskała specjalizację z zakresu księgowości. Od połowy lat 90. pracowała jako dyplomowana księgowa. Działaczka Ligi Północnej. Od 1998 związana z samorządem miejscowości Buja. Wybierana na radną miejską, obejmowała funkcje wiceburmistrza oraz asesora we władzach miejskich. W latach 2008–2013 była radną prowincji Udine, wchodziła jako asesor w skład jej zarządu. W wyborach w 2019 uzyskała mandat deputowanej do Parlamentu Europejskiego IX kadencji.